# Alton Kelley
Alton Kelley (* 17. Juni 1940 in Houlton, Maine; † 1. Juni 2008 in Petaluma, Kalifornien) war ein US-amerikanischer Künstler, der sich vor allem auf die Psychedelische Kunst spezialisiert hatte. 

## Biografie
Kelley verbrachte seine Jugend in Connecticut, wo er eine Schweißer-Lehre abschloss. Er arbeitete danach eine Zeit lang als Schweißer in einer Hubschrauberfabrik in Stratford.

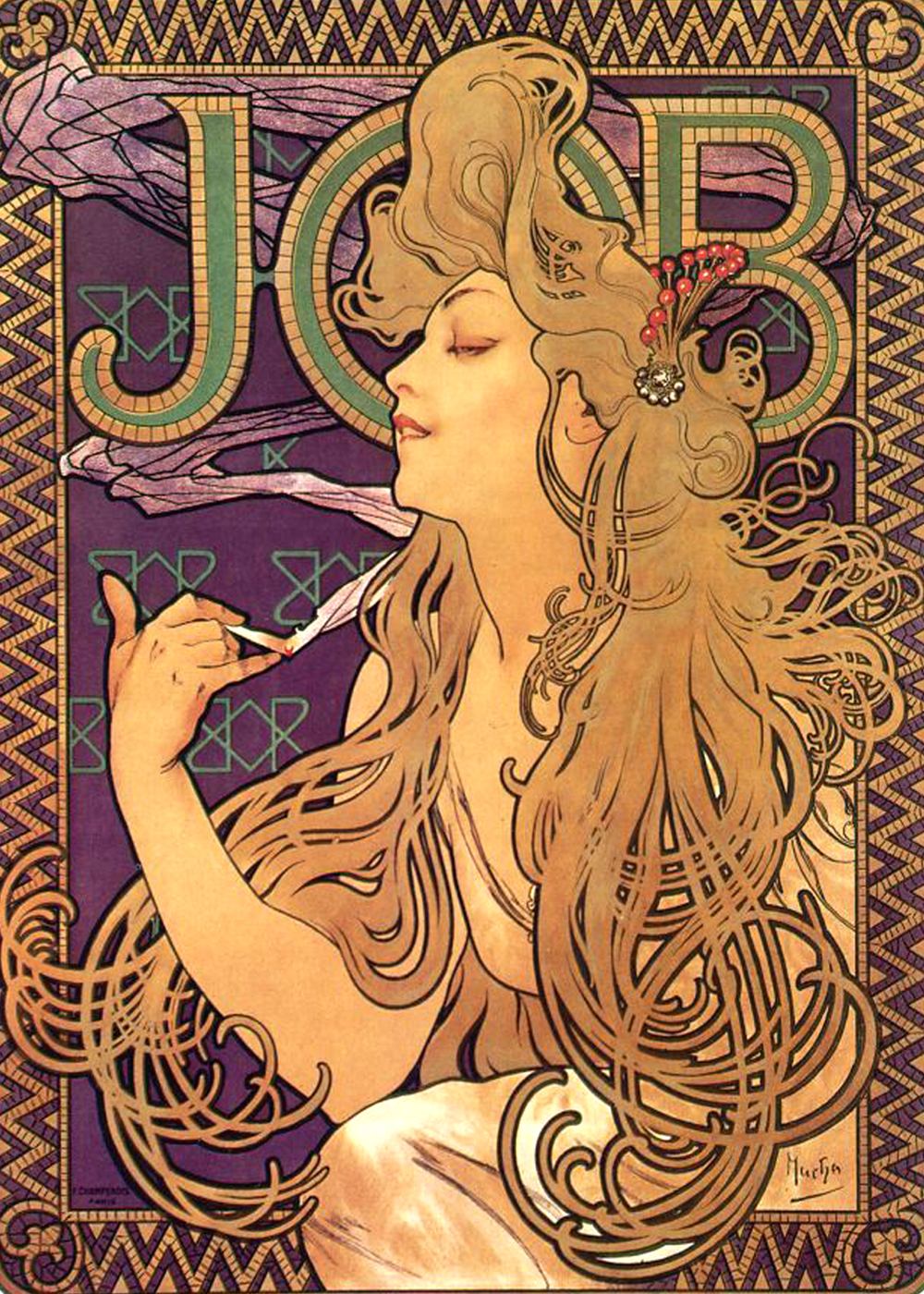
Reklameposter von Alfons Mucha, Vorlage für Kelleys The Girl with green Hair

In den 1960ern schloss er sich der jungen Hippie-Bewegung an und lernte 1965 in Haight-Ashbury Stanley Mouse kennen, mit dem zusammen er eine lebenslange Kollaboration schloss. Die ersten Arbeiten der beiden waren Konzertposter für das Fillmore West in San Francisco. Ihr psychedelischer Stil sollte prägend auf andere Künstler der Hippie-Ära wirken. Eine der ersten Arbeiten für ein Konzert von Big Brother and the Holding Company im Avalon Ballroom zeigte das Logo von Zig-Zag, einer Zigarettenpapiermarke, die zu dieser Zeit vor allem zum Drehen von Marihuana-Zigaretten benutzt wurde. Für ein weiteres Konzert dieser und der Jim Kweskin Jug Band verwendete er eine Zigarettenreklame des Jugendstilkünstlers Alfons Mucha als Vorlage. Auch das klassische Logo der Grateful Dead stammte aus der Feder der beiden Künstler. Neben den Konzertpostern entwarfen sie auch Albencover, u. a. für Grateful Deads Workingman’s Dead und American Beauty.
Der Stil der beiden hatte einen prägenden Einfluss auf die Jugendkulturen bis in die 1980er hinein. Viele der Arbeiten zählen als Klassiker und wurden immer wieder variiert. Unter anderem arbeiteten die beiden für Musiker wie Jimi Hendrix, die Steve Miller Band, Quicksilver Messenger Service und Journey.
Mit dem Ende der psychedelischen Ära begann Kelley Hot Rods und Custom Cars zu zeichnen und vermarktete diese als T-Shirts und andere Merchandise-Produkte. Er verstarb am 8. Juni 2008 nach langer Krankheit.